# Confide in Me: The Irresistible Kylie
Confide in Me: The Irresistible Kylie er et opsamlingsalbum af den australske sangerinde Kylie Minogue. Albummet blev udgivet den 16. juli 2007 i Storbritannien, og indeholder alle sange fra Kylie Minogue (1994) og Impossible Princess (1997) samt sjældne sange og B-sider.

## Sporliste
CD 1
1. "Confide in Me" – 5:51
2. "Put Yourself in My Place" – 4:54
3. "Where Is the Feeling?" (Brothers in Rhythm Mix) – 4:11
4. "If I Was Your Lover" – 4:45
5. "Some Kind of Bliss" – 4:12
6. "Did It Again" – 4:22
7. "Breathe" – 4:37
8. "If You Don't Love Me" – 2:12
9. "Tears" – 4:28
10. "Gotta Move On" – 3:35
11. "Difficult by Design" – 3:43
12. "Stay This Way" – 4:34
13. "This Girl" – 3:08
14. "Automatic Love" – 4:45
15. "Where Has the Love Gone?" – 7:46
16. "Surrender" – 4:25
17. "Dangerous Game" – 5:30

CD 2
1. "Time Will Pass You By" – 5:26
2. "Falling" – 6:43
3. "Nothing Can Stop Us" – 4:06
4. "Love Is Waiting" – 4:48
5. "Cowboy Style" – 4:44
6. "Say Hey" – 3:37
7. "Drunk" – 3:59
8. "I Don't Need Anyone" – 3:14
9. "Jump" – 4:04
10. "Limbo" – 4:05
11. "Through the Years" – 4:20
12. "Dreams" – 3:44
13. "Too Far" – 4:43
14. "Confide in Me" (Brothers in Rhythm Mix) – 10:28
15. "If You Don't Love Me" (Acoustic version) – 2:10
16. "Falling" (Alternative Mix) – 8:40